# NBA All-Star Game 1966
Le NBA All-Star Game 1966 s’est déroulé le 11 janvier 1966 au Cincinnati Gardens de Cincinnati. Les All-Star de l’Est ont battu les All-Star de l’Ouest 137 à 94. Adrian Smith (Royals de Cincinnati) a été élu MVP.

## Effectif All-Star de l’Est
- Wilt Chamberlain (76ers de Philadelphie)
- Bill Russell (Celtics de Boston)
- Oscar Robertson (Royals de Cincinnati)
- Willis Reed (Knicks de New York)
- John Havlicek (Celtics de Boston)
- Jerry Lucas (Royals de Cincinnati)
- Hal Greer (76ers de Philadelphie)
- Sam Jones (Celtics de Boston)
- Adrian Smith (Royals de Cincinnati)
- Chet Walker (76ers de Philadelphie)

## Effectif All-Star de l’Ouest
- Jerry West (Lakers de Los Angeles)
- Rick Barry (San Francisco Warriors)
- Bailey Howell (Bullets de Baltimore)
- Dave DeBusschere (Pistons de Détroit)
- Nate Thurmond (San Francisco Warriors)
- Rudy LaRusso (Lakers de Los Angeles)
- Don Ohl (Bullets de Baltimore)
- Eddie Miles (Pistons de Détroit)
- Zelmo Beaty (Saint-Louis Hawks)
- Guy Rodgers (San Francisco Warriors)